# True Carnage
True Carnage è il quarto album studio dei Six Feet Under.

## Tracce
1. Impulse to Disembowel - 3:11
2. The Day the Dead Walked - 2:15
3. It Never Dies - 2:41
4. The Murderers - 2:40
5. Waiting for Decay - 2:41
6. One Bullet Left - 3:31 con Ice T
7. Knife, Gun, Axe - 3:56
8. Snakes - 2:44
9. Sick and Twisted - 3:51 con Karyn Crisis
10. Cadaver Mutilator - 2:34
11. Necrosociety - 4:10

## Formazione
- Chris Barnes - voce
- Steve Swanson - chitarra (1999 - oggi)
- Terry Butler - basso
- Greg Gall - batteria